# Kaple v Mírové
Kaple ve stylu novogotiky v obci Mírová v okrese Karlovy Vary pochází z konce 19. století. V roce 2003 byla prohlášena kulturní památkou.

## Historie
Obecní kaple byla postavena ve stylu romantické novogotiky ve druhé polovině 19. století na popud Antona Heinla, který v obci byl starostou od roku 1889. Kaple měla být v sedmdesátých letech 20. století zbořena, což se neuskutečnilo. V roce 1992 byla převedena do majetku obce a v roce 1996 prohlášena kulturní památkou. Od 18. dubna 1996 byly po tři roky prováděny opravy a v roce 1999 byl v kapli zavěšen nový zvon.

## Popis
Kaple je samostatně stojící zděná omítaná stavba postavena na nízkém kamenném neomítaném soklu na půdorysu obdélníku s půlkruhovým závěrem, orientovaná ve směru sever-jih. Délka kaple je 7,36 m a šířka 4,14 m. Sedlová střecha přechází na valbovou nad závěrem a je krytá břidlicí. Na severním okraji hřebene střechy je umístěna čtyřboká zvonička ukončena stanovou střechou. Střecha a boční stěny zvoničky jsou kryty břidlicí. Severní vstupní průčelí je v ose prolomeno obdélným vchodem ukončeným oslím hřbetem a nad ním obdélným okénkem s půlkulatým záklenkem. Portál je štukový. Trojúhelníkový štít převyšuje úroveň střechy a vytváří nízkou atiku. Okapové stěny kaple jsou prolomeny jedním obdélným oknem zakončeným oslím hřbetem. Všechna okna jsou rámována plochou šambránou a podokenní římsou. Vstupní průčelí včetně atiky je rámováno plochou lizénou. Boční průčelí a závěr jsou ukončena podstřešní římsou. V interiéru byl oltář s oltářním obrazem Nanebevstoupení Páně nahrazen keramickou plastikou od akademického malíře Petra Strnada.